# Dreieck Bayerisches Vogtland
De Dreieck Bayerisches Vogtland is een knooppunt in de gelijknamige regio in de Duitse deelstaat Beieren. Op dit knooppunt sluit de A72 vanuit Chemnitz aan op de A9 (Leipzig-München).

## Richtingen knooppunt
| Aansluitende wegen | Aansluitende wegen | Aansluitende wegen                                | Aansluitende wegen | Aansluitende wegen                                                 |
| ------------------ | ------------------ | ------------------------------------------------- | ------------------ | ------------------------------------------------------------------ |
|                    |                    | richting Leipzig / Berlijn Erfurt (A4)            |                    | richting Hof-Nord / Plauen Regensburg Chemnitz / Dresden (A4) (CZ) |
|                    |                    |                                                   |                    |                                                                    |
|                    |                    |                                                   |                    |                                                                    |
|                    |                    |                                                   |                    |                                                                    |
|                    |                    | richting Hof-West / Bayreuth Neurenberg / München |                    |                                                                    |